# Rabdophaga occidua
Rabdophaga occidua är en tvåvingeart som beskrevs av Gagne 1989. Rabdophaga occidua ingår i släktet Rabdophaga och familjen gallmyggor.
Artens utbredningsområde är Kalifornien. Inga underarter finns listade i Catalogue of Life.